# Alexander Roslin
Alexander Roslin (Malmö, 15 de juliol de 1718 – París, 5 de juliol de 1793) fou un retratista suec.

## Biografia
Roslin va néixer el 15 de juliol de 1718, a Malmö, Suècia. El 1759 es va casar amb Marie-Suzanne Giroust. Va treballar a Estocolm, Bayreuth, Viena, París i Itàlia. Des de 1750, va treballar principalment a París.
Moria a París el 5 de juliol de 1793.

## Obra
Un cert nombre de retrats d'estadistes Imperials Russos s'han atribuït a Roslin, incloent-hi retrats d'Ivan Betskoi i Ivan Xuvàlov. També va pintar alguns retrats notables de nobles polonesos i aristòcrates francesos. La majoria vasta de les seves pintures presenten aristòcrates i noblesa a Europa.

## Galeria

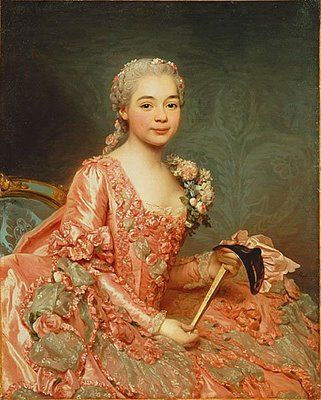
Baronessa de Neubourg-Cromière, 1756, Nationalmuseum, Estocolm.
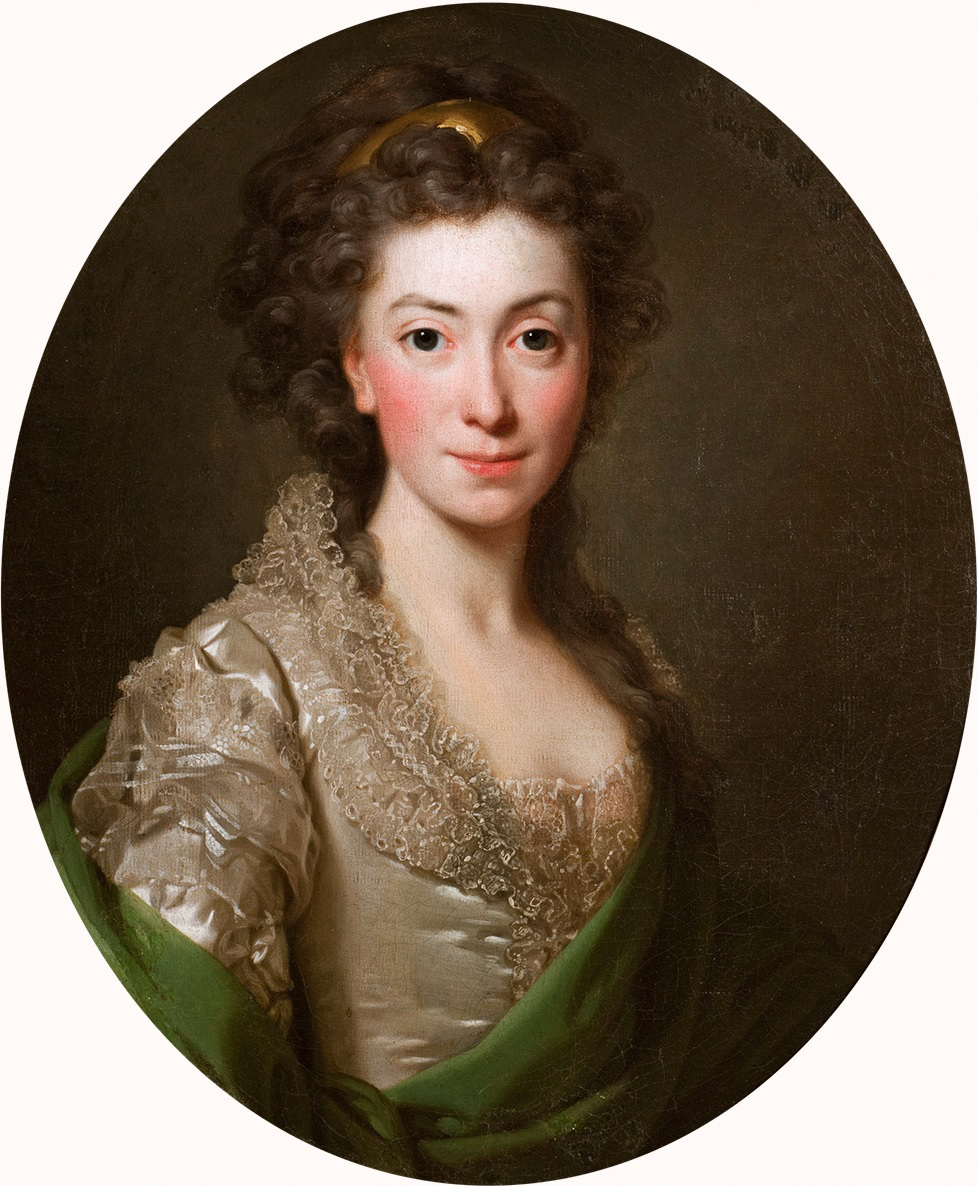
Princesa Izabela Czartoryska, 1774.
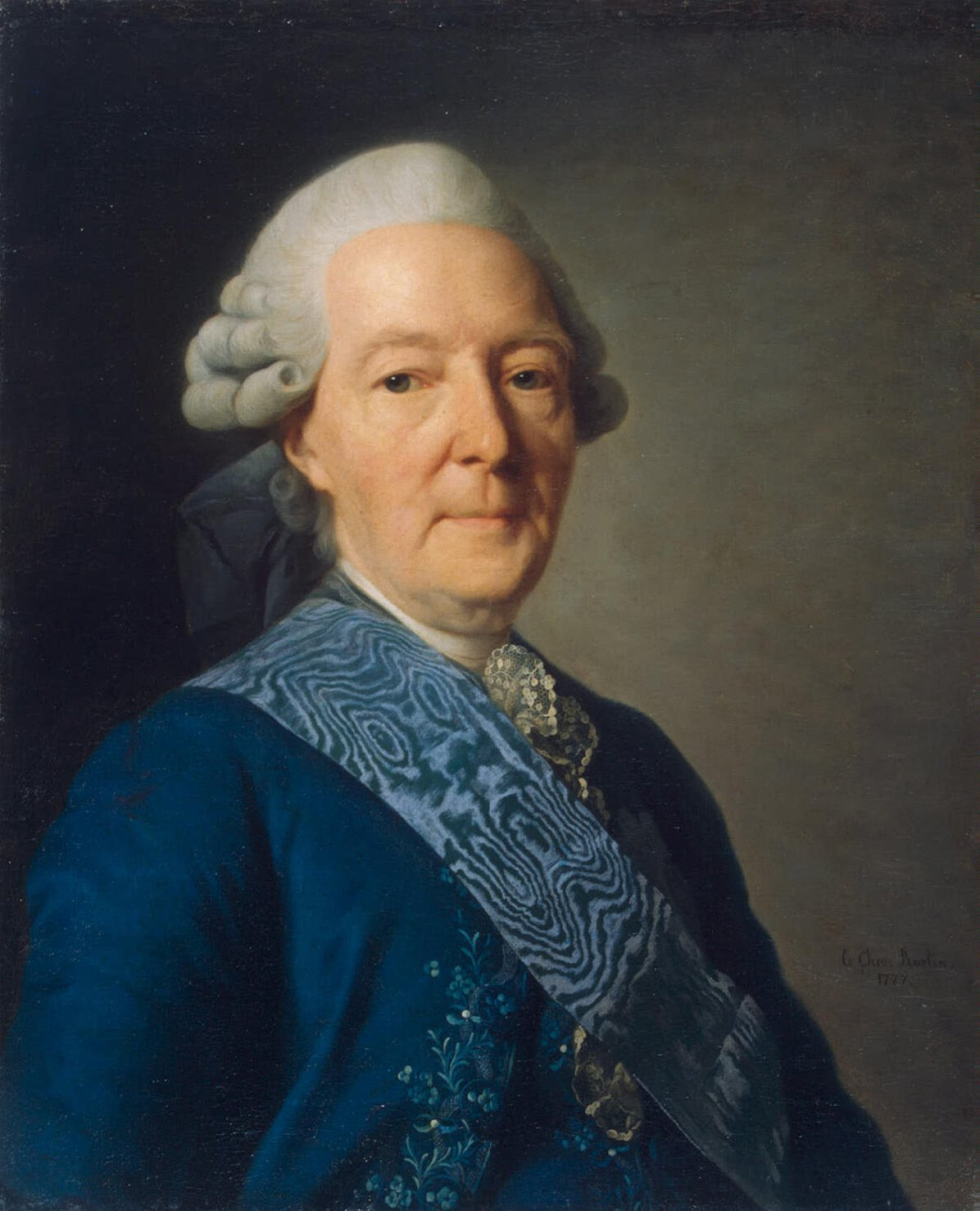
Ivan Betskoy, 1777.
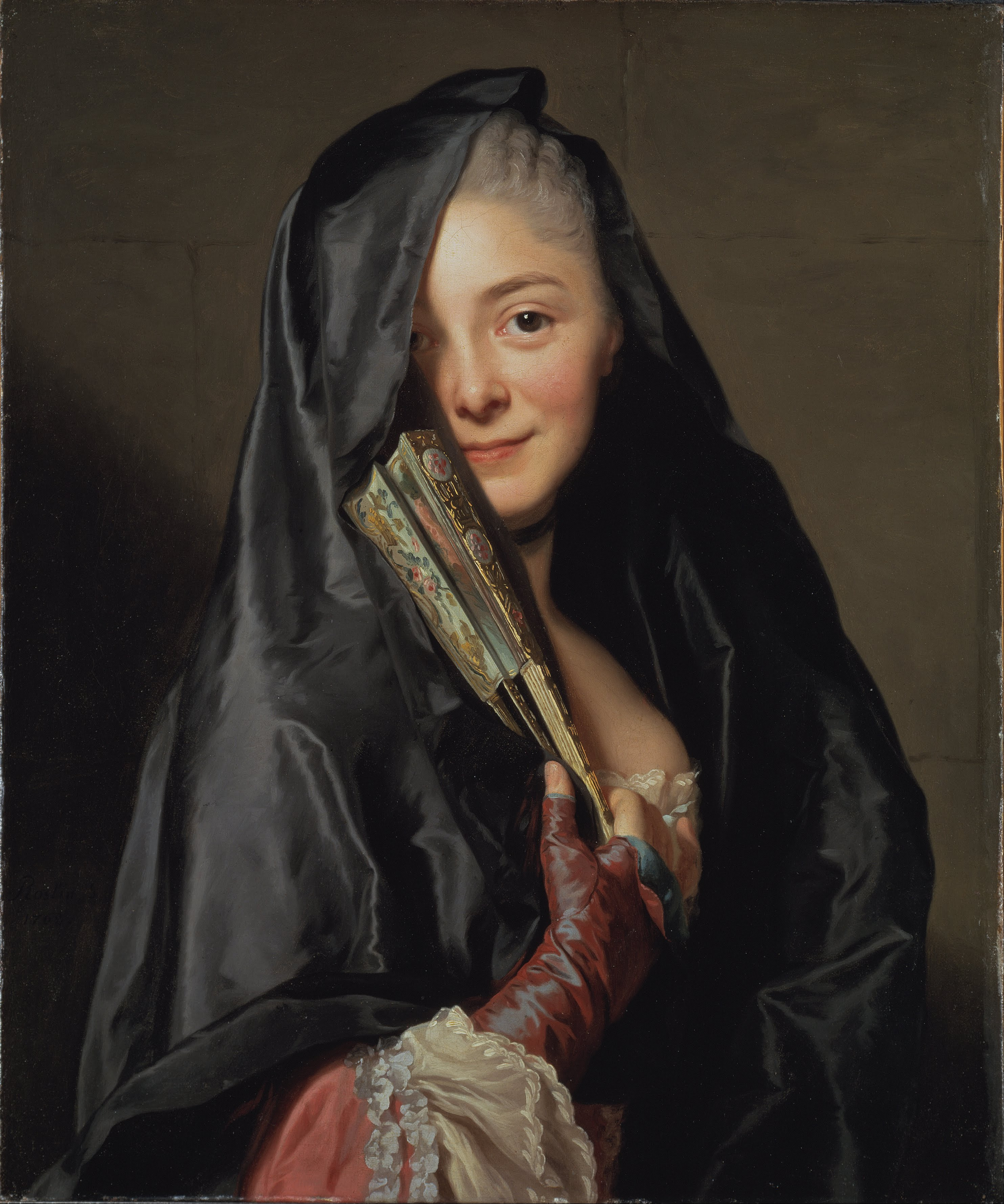
La senyora amb el vel (L'esposa de l'artista) 1768, vestida "a la Bolonyesa"
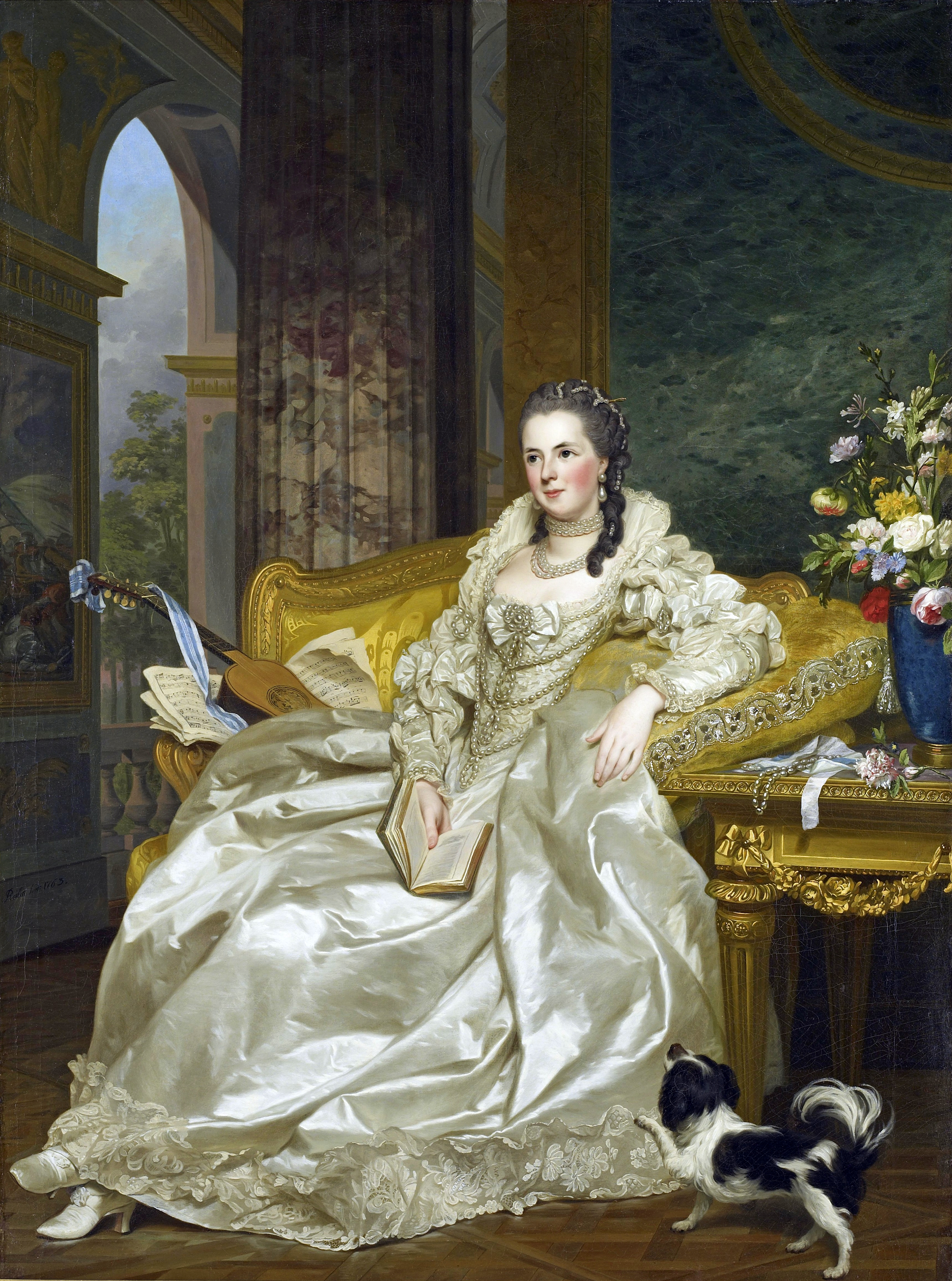
Comtessa d'Egmont Pignatelli 1763.
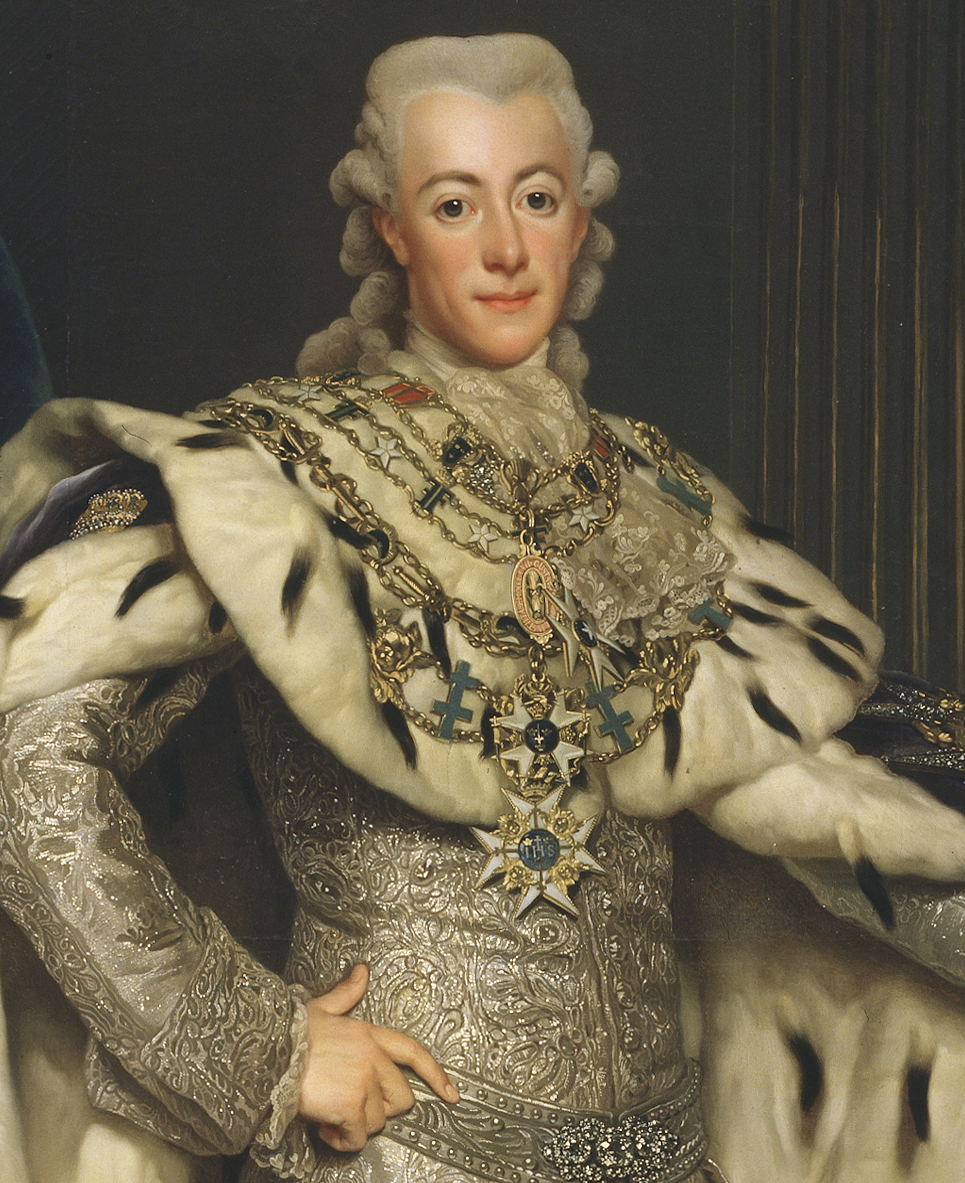
Gustau III de Suècia 1777.
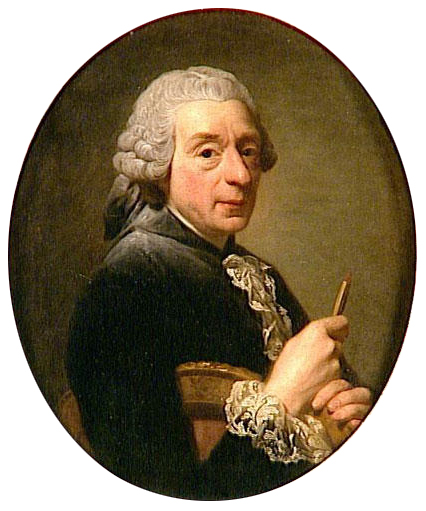
François Boucher 1760.
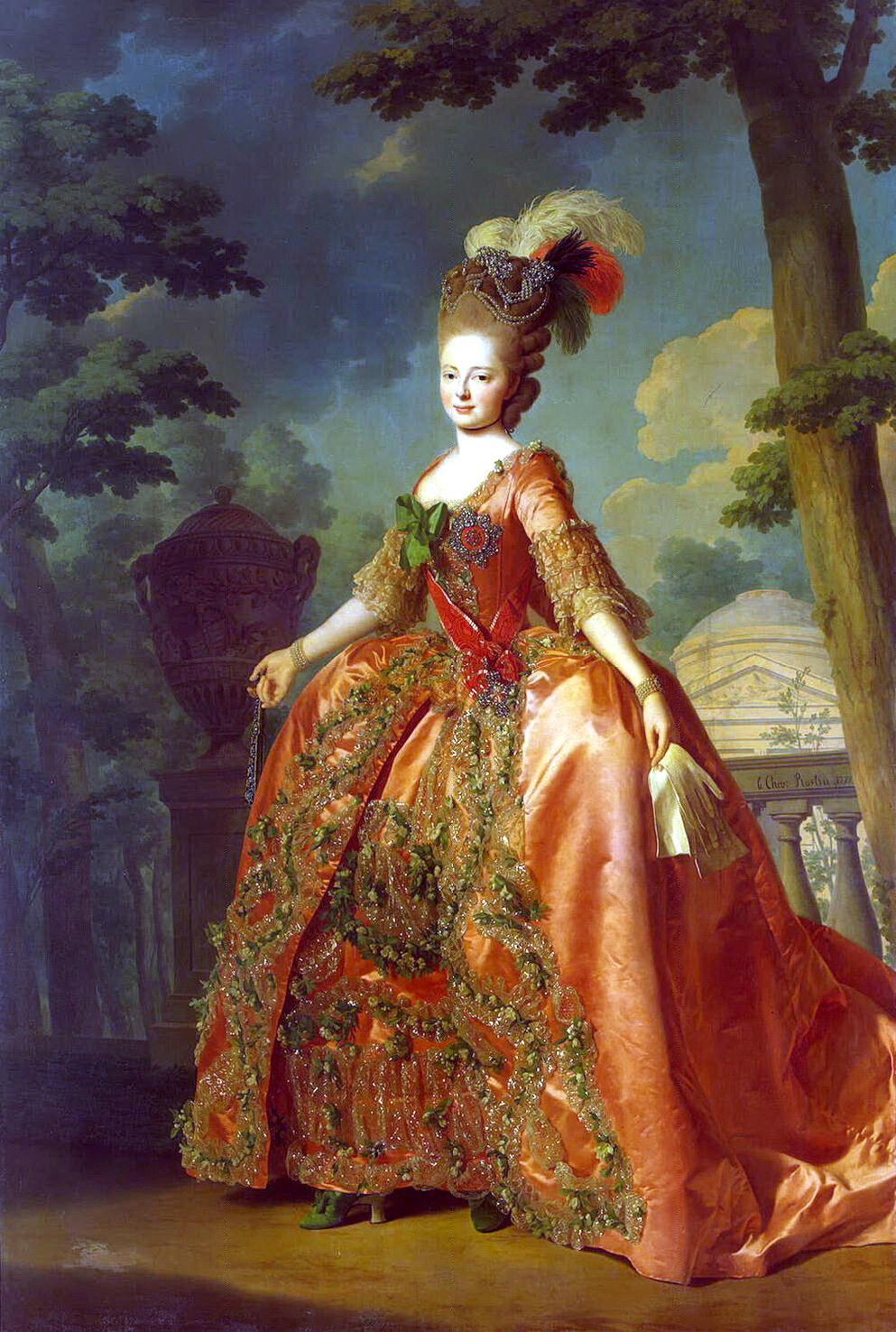
Retrat de la Gran Duquessa Maria Feodorovna als 18 anys 1777.